# Falconete

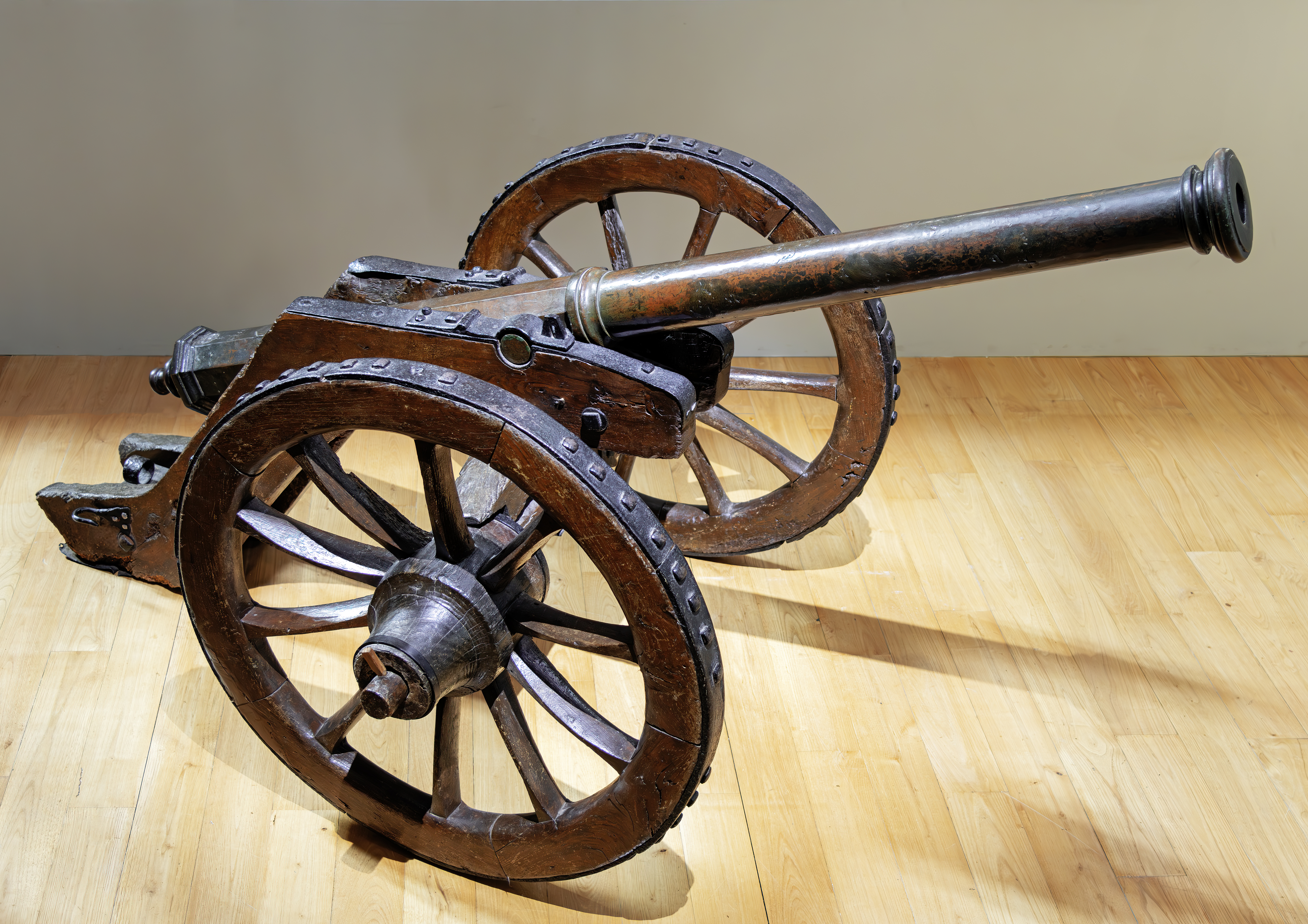
Um falconete.

Falconete foi uma boca de fogo leve de ferro batido desenvolvido no final do século XV. Montado sobre uma carreta de época, pesava de 80 a 200 kg e tinha cerca de 1,5 metros de comprimento. Utilizando meia libra (0,23 kg) de pólvora para disparar um projétil de uma libra (0,5 kg). Mesmo essa pequena quantidade de pólvora - em comparação com outras unidades de artilharia de maior calibre - fazia o falconete retroceder até três metros e meio após um disparo.
Apesar de haver sido desenvolvido para uso em terra, ao longo do século XVII os falconetes ganharam espaço em manobras navais, por exemplo, para a defesa de barcos leves.